# Sypnoides
Sypnoides is een geslacht van vlinders van de familie spinneruilen (Erebidae), uit de onderfamilie Calpinae.

## Soorten
- S. delphinensis Viette, 1966
- S. equatorialis (Holland, 1894)
- S. flandriana (Berio, 1954)
- S. hollowayi Kobes, 1985
- S. mandarina Leech, 1900
- S. pannosa Moore, 1882